# PGA European Tour
PGA European Tour is een videospel voor de platforms Commodore Amiga. Het spel werd uitgebracht in 1994. Met het spel kan de speler golf spelen.

## Platforms
| Jaar | Platform                  |
| ---- | ------------------------- |
| 1994 | Amiga, Sega Mega Drive    |
| 1995 | Amiga CD32, DOS, Game Boy |
| 1996 | SNES                      |
| 2000 | Nintendo 64               |

## Ontvangst
| Beoordeeld door         | Platform        | Datum            | Score |
| ----------------------- | --------------- | ---------------- | ----- |
| Sega Force              | Sega Mega Drive | 10 augustus 1994 | 92%   |
| PC Games (Duitsland)    | DOS             | april 1996       | 87%   |
| Amiga Joker             | Amiga CD32      | december 1994    | 85%   |
| GamePro (USA)           | Game Boy        | augustus 1995    | 80%   |
| High Score              | Sega Mega Drive | oktober 1994     | 80%   |
| HappyPuppy              | Nintendo 64     | 16 juni 2000     | 75%   |
| Sports Gaming Network   | Nintendo 64     | 12 juli 2000     | 70%   |
| Nintendo Power Magazine | Nintendo 64     | februari 2000    | 69%   |
| Svenska Hemdatornytt    | Sega Mega Drive | mei 1994         | 60%   |
| Daily Radar             | Nintendo 64     | 2000             | 50%   |